# Liste der Bodendenkmale in Neumünster
In der Liste der Bodendenkmale in Neumünster sind die Bodendenkmale der Stadt Neumünster nach dem Stand der Bodendenkmalliste des Archäologischen Landesamts Schleswig-Holstein von 2016 aufgelistet. Die Baudenkmale sind in der Liste der Kulturdenkmale in Neumünster aufgeführt.
| Denkmal-ID           | Befundart           | Bezeichnung                                        | Zeitstellung                 | Lage | Bemerkungen         | Bild |
| -------------------- | ------------------- | -------------------------------------------------- | ---------------------------- | ---- | ------------------- | ---- |
| aKD-ALSH-Nr. 000 005 | Befestigung > Burg  | Burg/Motte/Ringwall/Turmhügel „Wittorfer Burg“     | Frühmittelalter              |      | slawischer Burgwall |      |
| aKD-ALSH-Nr. 000 006 | Grabmal > Grabhügel | Grabhügel                                          | Vor- und/oder Frühgeschichte |      |                     |      |
| aKD-ALSH-Nr. 000 007 | Grabmal > Grabhügel | Grabhügel                                          | Vor- und/oder Frühgeschichte |      |                     |      |
| aKD-ALSH-Nr. 000 008 | Befestigung > Burg  | Burg/Motte/Ringwall/Turmhügel „Margarethenschanze“ | Frühmittelalter              |      | slawischer Burgwall |      |
| aKD-ALSH-Nr. 000 009 | Grabmal > Grabhügel | Grabhügel                                          | Vor- und/oder Frühgeschichte |      |                     |      |
| aKD-ALSH-Nr. 000 010 | Grabmal > Grabhügel | Grabhügel                                          | Vor- und/oder Frühgeschichte |      |                     |      |
| aKD-ALSH-Nr. 000 011 | Grabmal > Grabhügel | Grabhügel                                          | Vor- und/oder Frühgeschichte |      |                     |      |
| aKD-ALSH-Nr. 000 012 | Grabmal > Grabhügel | Grabhügel                                          | Vor- und/oder Frühgeschichte |      |                     |      |
| aKD-ALSH-Nr. 000 013 | Grabmal > Grabhügel | Grabhügel                                          | Vor- und/oder Frühgeschichte |      |                     |      |